# Marcin Nowak (friidrottare)
Marcin Nowak, född den 2 augusti 1977 i Stalowa Wola, är en polsk friidrottare som tävlar i kortdistanslöpning.
Nowak deltog vid Olympiska sommarspelen 2000 där han tävlade på 100 meter men blev utslagen i försöken. Hans främsta merit har kommit som en del av polska stafettlag på 4 x 100 meter. Vid 1998 blev han bronsmedaljör och vid EM 2002 blev han silvermedaljör. 
Han ingick även i det polska stafettlaget på 4 x 100 meter vid Olympiska sommarspelen 2008, där växlade laget bort sig i försöken.

## Personliga rekord
- 100 meter - 10,21